# Zámecký mlýn (Hořín)
Zámecký mlýn v Hoříně v okrese Mělník je vodní mlýn, jehož ruiny stojí na východním okraji zámeckého parku na řece Vltavě před jejím soutokem s Labem. Spolu s areálem zámku je chráněn jako nemovitá kulturní památka České republiky; od roku 2020 má uveden havarijní stav 4. stupně.

## Historie
Mlýn je zakreslen na mapě I. vojenského mapování – josefského (1764–1768). Někdy po roce 1877 již neplnil svoji funkci a tehdejší majitel, kníže Jiří Kristián z Lobkovic, jej nechal přestavět na vodárnu pro zámek a přilehlý park.

## Popis
Obdélná patrová budova má sedlovou střechu s valbou krytou taškami. Prosté fasády jsou členěné patrovou a fabionovou korunní římsou. Štítové severní průčelí je trojosé. Obdélná okna jsou rámovaná štukovými paspartami, vstupy na západní a jižní straně jsou rámované kamenným ostěním. Na západní fasádě je několik kamenných konzol. Mlýn postavený z kamene má podezdívku z pískovcových kvádrů. Jeho vnitřní konstrukce bývaly dřevěné kromě dělicí zdi v polovině půdorysu.
Voda na vodní kolo vedla náhonem vedeným z Vltavy, který se za mlýnem vléval do Labe. Jeho koryto se občas změnilo pravděpodobně v souvislosti s častými povodněmi. V letech 1902–1905 byl vybudován Laterární plavební kanál Vraňany – Hořín, který náhon přerušil, voda v jeho dolní polovině stojí a bývalý náhon funguje pouze jako slepé rameno řeky. Mlýn je zcela bez technologie.